# Dalechampia coriacea
Dalechampia coriacea là một loài thực vật có hoa trong họ Đại kích. Loài này được Klotzsch ex Müll.Arg. mô tả khoa học đầu tiên năm 1865.